# Kunstværkstitel
En kunstværkstitel eller titlen på et kunstværk er et ord eller en sætning brugt til at identificere og skelne et bestemt kunstværk fra andre. Disse titler kan være beskrivende, indikerende for værkets indhold eller tema eller de kan være mere abstrakte og åbne til fortolkning. Sådanne titler kan tildeles af selve kunstneren, af kuratoren eller andre tredjeparter og kan påvirke modtagelse og fortolkning.